# Anna Loerper
Anna Loerper (ur. 18 listopada 1984 w Kempen) – niemiecka piłkarka ręczna, reprezentantka kraju, rozgrywająca. Obecnie występuje w duńskiej Lidze, w drużynie Team Tvis Holstebro.

## Sukcesy

### reprezentacyjne
- Mistrzostwa Świata:
  -  (2007)

### klubowe
- wicemistrzostwo Niemiec  (2006, 2010)
- puchar Niemiec  (2010)